# Сандомирський воєвода
Тут наведено перелік воєвод Сандомирського князівства та Сандомирського воєводства в Речі Посполитій.

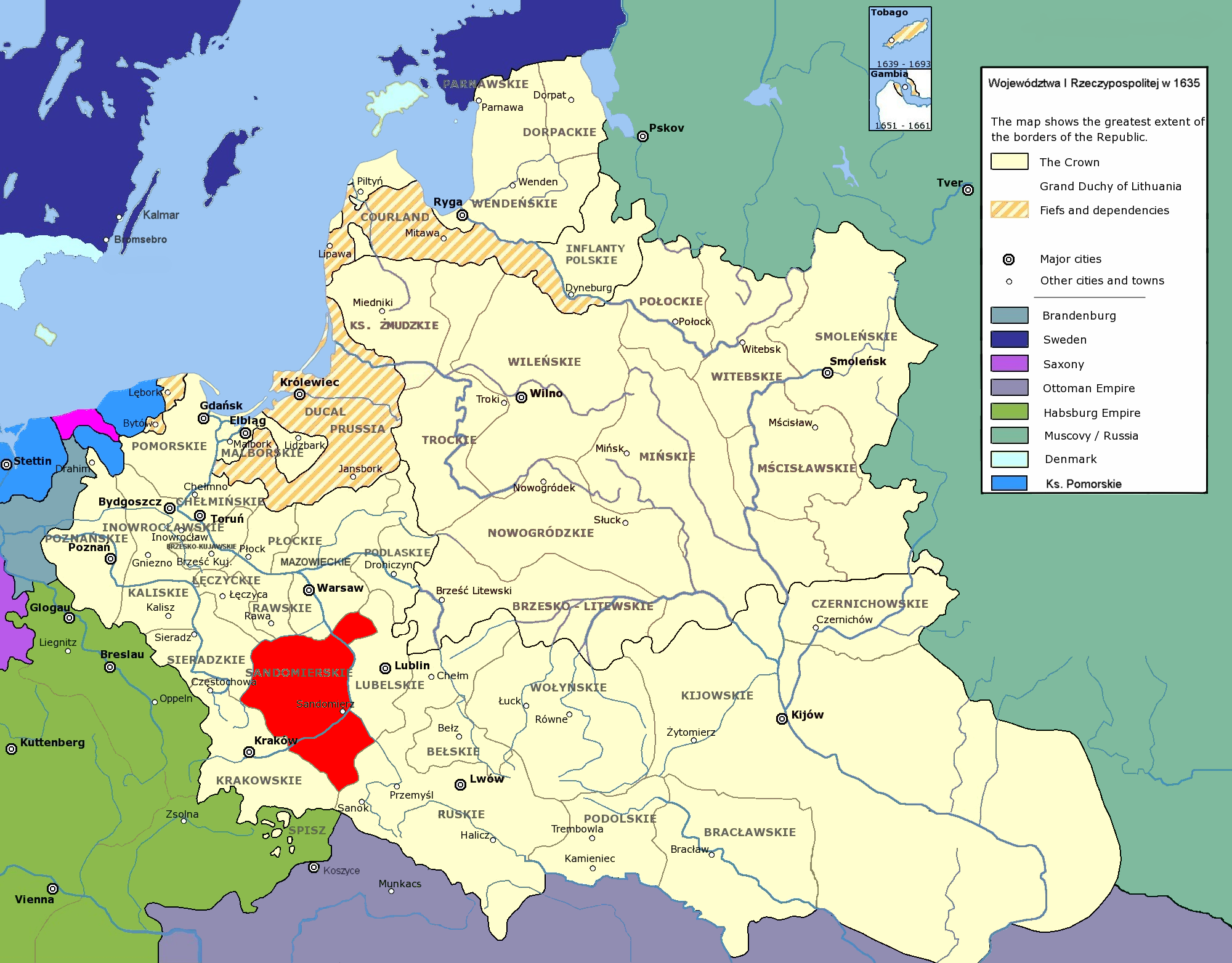
Сандомирське воєводство (позначено червоним)

- Вшебор (Всебор) гербу Нечуя [від бл. 1133 до бл. 1138][2][3]
- Пйотр Шафранєц пом. 1160 [?–1160]
- Микола Богорський пом. 1185 [?–1185]
- Говорек гербу Равич пом. між 1212 та 1217 [від бл. 1195 р. до отримання краківського каштелянства між 1202 і 1212 рр.]
- Якуб 1187—1232 [від бл. 1217 до бл. 1225][3]
- Пакослав Старший гербу Абданк бл. 1170—1245 [1206–1210, 1223—1229][3]
- Пакослав Молодший гербу Абданк пом. 1243 [1231 між 1232—1241][3]
- Сад син Добєслава з роду Одровонжів [1245–1252][3]
- Адам гербу Лебідь 1194—1270 [від бл. 1253 до бл. 1255]
- Сєнґнєв гербу Равич [1255–1264]
- Warsz (Warcisław) [від бл. 1268 до бл. 1270]
- Януш з роду Старжів 1240—1295 [1271–1283][4]
- Отто з роду Старжів [1284–1285, 1291—1305][4][4]
- Богша з роду Старжів пом. 1287 [1286–1287][4]
- Войцех Богорія Скотницький 1274—1316 [1306–1316]
- Виток з Моравиці пом. 1331 [1317–1320]
- Томіслав Єлітко з Мокрська 1290—1335[5] [від бл. 1320 до бл. 1328][6][6]
- Митрополит Хржеловський гербу Лис 1279—1344 [1331–1344][7]
- Ян Юра пом. 1363 [1347–1355][7]
- Ян Мельштинський [1361–1366][7]
- Пйотр Ньорза пом. 1376 [1366–1376]
- Оттон Пілицький 1340—1384 або 1385 [від бл. 1375 до 1384 або 1385]
- Ян з Тарнова 1349—1409 [1385–1401]
- Пйотр Кміта 1348—1409 [1401–1406]
- Крістін з Острова 1352—1430 [1406–1410]
- Миколай з Михайлова 1363—1438 [1410–1430][8]
- Петро Шафранець пом. 1437 [від 1430 до 1432 або 1433][8][8]
- Спитек I з Ярослава 1367—1434 [від 1432 або 1433 до 1434][8][8]
- Ян Чижовський бл. 1390—1458 [1434–1437][8][8]
- Ян Тенчинський ur. бл. 1409 пом. 1470 [1437–1438][8][8]
- Добіеслав Олесніцький 1369—1440 [1438–1440][8]
- Ян Ґловач-Олешніцький 1400—1460 [1443–1460]
- Джерслав Ритв'янський 1414—1478 [1460–1472]
- Якуб з Дембна 1427—1490 [1472–1478]
- Добєслав Кміта 1412—1478 [1478–1478]
- Спитек III Ярославський [1479–1491][9]
- Добєслав Курожвенський 1426—1496 [1494–1496][10]
- Ян Пілецький пом. 1496 [1496–1496][11]
- Микола Островський пом. 1501 [1497–1501]
- Ян Фелікс Тарновський 1471—1507 [1501–1505]
- Миколай Каменецький 1463—1527 [1505–1507]
- Ян Амор Тарновський пом. 1514 [1507–1514]
- Миколай Фірлей пом. 1526 [1514–1520]
- Анджей Тенчинський 1480—1536 [1520–1527]
- Отто Ходецький 1467—1534 [1527–1533]
- Станіслав Лянцкоронський бл. 1465—1535 [1533–1535][12]
- Пйотр Кміта Собенський 1477—1553 [1535–1536][13]
- Ян Тенчинський 1492—1541 [1537–1541]
- Ян Ґабріель Тенчинський пом. 1552 [1542–1552]
- Миколай Гербурт Одновський 1505—1555 [1553–1554]
- Станіслав Тенчинський 1514—1561 [1554–1555]
- Спитек Йордан 1518—1568 [1555–1561]
- Ян Станіслав Тарновський 1514—1568 [1561–1568]
- Пйотр Зборовський пом. 1580 [1568–1574]
- Ян Костка бл. 1529—1581 [1574–1581][14]
- Станіслав Шафранєц пом. 1598 [1581–1587]
- Єжи Мнішек бл. 1548—1613 [1589–1613][15]
- Ян Збігнев Оссолінський 1555—1623 [1613–1623][16]
- Станіслав Конецпольський 1591—1646 [1625–1633][17]
- Миколай Фірлей 1588—1636 [1633–1636]
- Єжи Оссолінський 1595—1650 [1636–1638][18]
- Кшиштоф Оссолінський 1587—1645 [1638–1645]
- Владислав Домінік Заславський-Острозький 1618—1656 [1645–1649]
- Анджей Фірлей 1583—1649 [1649–1649][19]
- Владислав Мишковський 1593—1658 [1649–1656][20]
- Олександр Конецпольський 1620—1659 [1656–1659][21]
- Ян Собіпан Замойський 1627—1665 [1659–1665]
- Ян Олександр Тарло 1620—1680 [1665–1680]
- Михайло Юрій Чорторийський 1621—1692 [1680–1692][22]
- Міхал Варшицький пом. 1697 [1693–1697]
- Стефан Бідзінський 1643—1704 [1697–1704][23]
- Станіслав Морштин пом. 1725 [1704–1717][24]
- Якуб Владислав Морштин пом. 1729 [1717–1729][25]
- Єжи Александер Любомирський 1669—1735 [1729–1735]
- Ян Тарло 1684—1750 [1736–1750][26]
- Ян Вельопольський пом. 1774 [1750–1774][27]
- Мацей Солтик 1720—1802 [1774–1795][27][28][29]